# Продюсери
Продюсери (кор. 프로듀사) — південнокорейський комедійний серіал що транслювався щоп'ятниці та щосуботи з 15 травня по 20 червня 2015 року на телеканалі KBS2.

## Сюжет
В головному офісі KBS розпочинається черговий робочий день, але для великої частини працівників не закінчівся ще й попередній. Хтось всю ніч монтував нову програму, інша команда проводе мозковий штурм в пошуках нових ідей бо їх програма втрачає рейтинг, інші ведуть важкі перемовини з агентами зірок. Кожен викладається на 100 % бо в індустрії розваг шалена конкуренція. Але новий день несе працівникам додаткове навантаження, бо цього дня відбувається прийом на роботу новачків, яких треба розподілити між командами та ввести в курс справ.
Серед інших, це перший робочий день молодого чоловіка на ім'я Пек Син Чхан. Його перший день на роботі відразу розпочався з негараздів. Спочатку він не сподобався наставниці, потім його відрядили до команди — шоу якої втрачає рейтинг, і до новачка там нікому немає діла. По закінченні першого робочого дня, на виснаженого Син Чхана чекала ще одна неприємність. Двері престижної машини яку йому дав батько пошкодили на парковці, і винна в цьому ніхто інша як його наставниця Так Є Чжін. Після ремонту в автосервісі, Син Чхан виставляє їй рахунок у 800 доларів. Є Чжін погоджується компенсувати збитки, натомість вирішує скористатись своїм положенням наставниці та надзвичайно ускладнити роботу новачку. Але невдовзі, одна подія докорінно змінить стосунки Син Чхана зі старшими колегами…

## Акторський склад

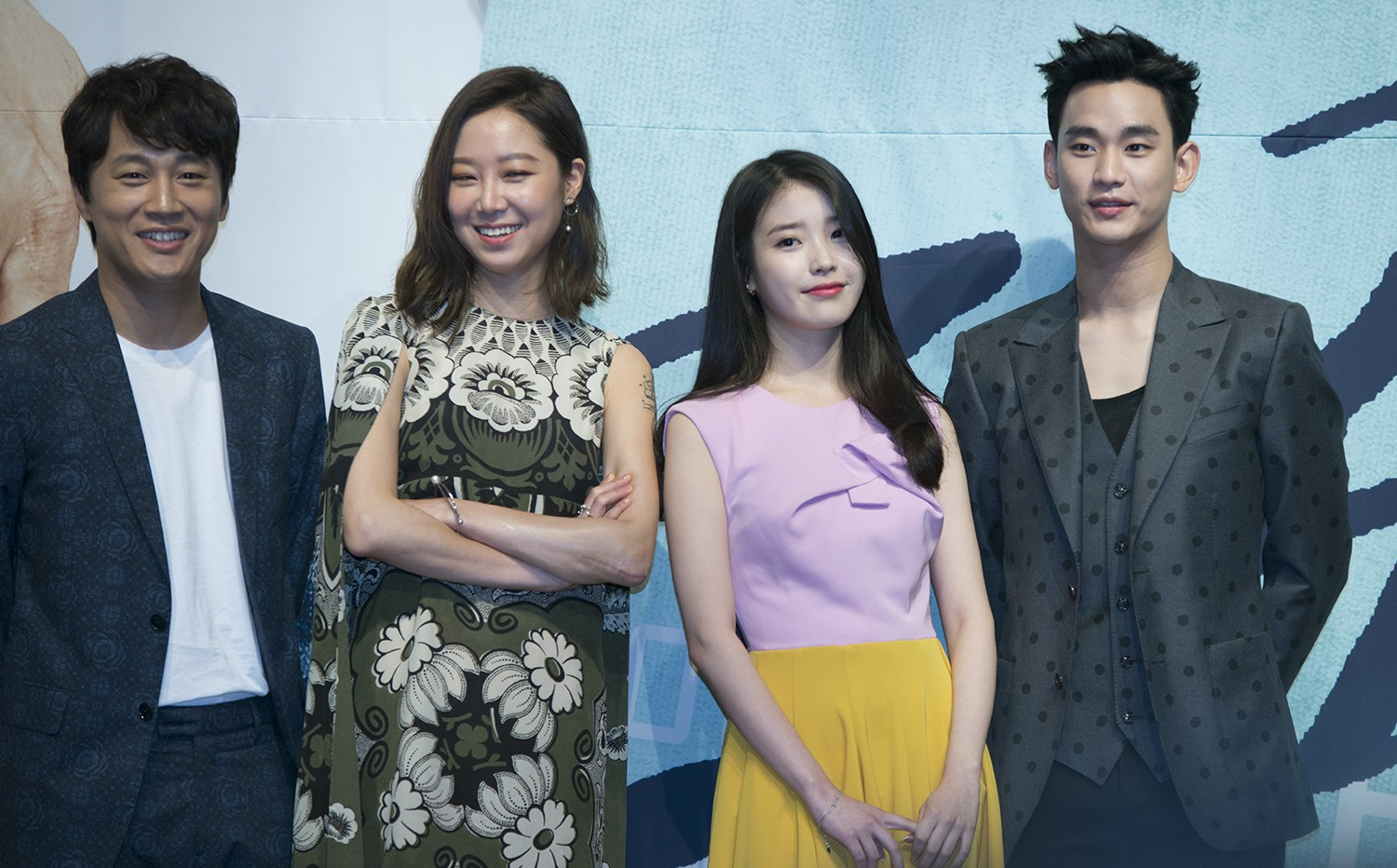
Виконавці головних ролей на прес-конференції у травні 2015 року (зліва на право Чха Тхе Хьон, Кон Хьо Чжін, IU та Кім Су Хьон)

### Головні ролі
- Чха Тхе Хьон[en] — у ролі Ра Чжун Мо[1][2]. Понад 8 років тому, разом зі своєю подругою дитинства Так Є Чжін, прийшов працювати на KBS. З того часу він був продюсером декількох програм, але по справжньому популярної програми так і не створив. Зараз він головний продюсер розважального шоу «Два дні та одна ніч», під його керівництвом декілька сценаристок та молодші продюсери. Останнім часом рейтинги його шоу постійно знижуються, керівництво каналу ось-ось скасує його шоу. Але як би не йшли справи він завжди захищає свою команду.
- Кон Хьо Чжін[en] — у ролі Так Є Чжін[3][4][5]. Коли Є Чжін прийщла працювати на KBS, жінок-продюсерів практично не було оскільки вважалося що це суто чоловіча справа. Згодом вона стала головним продюсером музичного шоу «Музичний банк», і щоб підлеглі сприймали її всерйоз вона звикла вести себе підкреслено жорстко та владно, але насправді Є Чжін зовсім інша.
- Кім Су Хьон — у ролі Пек Син Чхана. Закінчівши юридичний університет, Син Чхан не пішов працювати прокурором, а вирішив стати продюсером в телекомпанії. Ця робота не була мрією його дитинства, але на KBS працювала його давня знайома в яку він ще підлітком закохався. Практично одразу він дізнався що його кохана зустрічається з іншим, а робота продюсера виявилася не такою легкою як здавалося.
- IU — у ролі Сінді[6]. Популярна молода співачка. Рано втративши батьків змушена у всьому покладатись на директорку свого агентства, але вона швидко зрозумііла що директорку хвилюють лише рейтинги та прибутки. Через кабальні умови контракту, Сінді змушена виконувати всі забаганки директорки працюючи по 20 годин на добу. Через це та імідж крижаної принцеси у неї немає друзів і їй годі сподіватись на чиюсь підтримку, а алчна директорка вже вичавив з Сінді всі соки готує їй заміну у вигляді чергової юної співачки.

### Другорядні ролі

#### Працівники KBS
- Пак Хьок Квон[en] — у ролі Кім Те Хо[7]. Головний продюсер департаменту розваг.
- Є Чі Вон[en] — у ролі Ко Ян Мі.
- Кім Чон Гук[en] — у ролі Кім Хон Суна.
- Кі Чу Бом[en] — у ролі Пак Чхун Бона. Президент KBS.

#### Співробітники агенства Бьон Інтертеймент
- На Йон Хі[en] — у роль Бьон Мі Сук. Директорка агентства. Надзвичайно владна жінка яка звикла вичавлювати з підлеглих всі соки.
- Чхве Квон[en] — у ролі. Особистий менеджер, помічник та водій Сінді який супроводжує її на всіх заходах.
- На Хе Рьон[en] — у ролі Юни. Головна зірка агентства перед Сінді. Через відмову виконувати всі забаганки директорки, миттю втрати популярність.

#### Родина Син Чхана
- Кім Чон Су[en] — у ролі Пек Бо Сана. Батько Син Чхана, колишній районий чиновник.
- Кім Хє Ок[en] — у ролі Лі Ху Нам. Мати Син Чхана, домогосподарка.
- Пак Чон Хван[en] — у ролі Пек Йон Чхана. Старший брат Син Чхана. Вкотре намагається здати іспит щоб стати чиновником.
- Пак Хі Вон — у ролі Пек Че Хі. Старша сестра Син Чхана. Замужем за лікарем-урологом, від якого чекає дитину.
- Чхве Сон Йон — у ролі Пек Ю Бін. Молодша сестра Син Чхана. Старшокласниця.

#### Головні герої в юному віці
- Чхе Сан У[en] — у ролі Ра Чжун Мо в підлітковому віці.
- Ха Син Рі[en] — у ролі Так Є Чжін в підлітковому віці.
- Пак Сан Хун — у ролі юного Син Чхана.
- Пак Сон — у ролі юної Сінді.

#### Інші
- Кім Хий Чхан[en] — у ролі Так Є Чжуна. Молодший брат Є Чжін, студент-медик.

#### Камео
- Чо Юн Хі — у ролі Сін Хе Джу (1-4 серії)[8]. Асистентка режисера одного з розважальних шоу.

## Рейтинги
- Найнижчі рейтинги позначені синім кольором, а найвищі — червоним кольором.

| Серія              | Прем'єра         | Назва серії                       | Рейтинг        | Рейтинг     | Рейтинг        | Рейтинг      |
| Серія              | Прем'єра         | Назва серії                       | AGB Nielsen    | AGB Nielsen | TNmS Ratings   | TNmS Ratings |
| Серія              | Прем'єра         | Назва серії                       | По всій країні | Сеул        | По Всій країні | Сеул         |
| ------------------ | ---------------- | --------------------------------- | -------------- | ----------- | -------------- | ------------ |
| 1                  | 15 травня 2015   | Відділ розваг, Unintentionally    | 10,1% (11-й)   | 10,5% (9-й) | 10,5 %         | 11,8 %       |
| 2                  | 16 травня 2015   | News of Quitting, Unintentionally | 10,3 %         | 10,7 %      | 11,2 %         | 12,3 %       |
| 3                  | 22 травня 2015   | Фазан замість курки, ненавмисно   | 10,2 %         | 11,4 %      | 9,6% (15-й)    | 10,8% (10-й) |
| 4                  | 23 травня 2015   | Діючі так ненавмисно              | 11 %           | 11,3 %      | 13,5 %         | 13,3 %       |
| 5                  | 29 травня 2015   | Розуміння редагування             | 11,2 %         | 12 %        | 10,8 %         | 12,3 %       |
| 6                  | 30 травня 2015   | Розуміння інцидентів в ефірі      | 13,5 %         | 14,5 %      | 12,8 %         | 14,4 %       |
| 7                  | 5 червня 2015    | Розуміння як відтворювати медіа   | 11,7 %         | 12,3 %      | 11,8 %         | 13,4 %       |
| 8                  | 6 червня 2015    | Розуміння любовних ліній          | 13,4 %         | 13,7 %      | 13,8 %         | 16,7 %       |
| 9                  | 12 червня 2015   | Розуміння скасованих програм      | 12,6 %         | 13,5 %      | 11,7 %         | 13,3 %       |
| 10                 | 13 червня 2015   | Розуміння прев'ю                  | 14,6 %         | 15,4 %      | 13,8 %         | 15,6 %       |
| 11                 | 19 червня 2015   | Розуміння рейтингу                | 13,4 %         | 14,5 %      | 13,3 %         | 15,3 %       |
| 12                 | 20 червня 2015   | Розуміння довготривалої програми  | 17,7% (2-й)    | 17,9% (3-й) | 18,2% (2-й)    | 20,4% (2-й)  |
| середній рейтинг   | середній рейтинг | середній рейтинг                  | 12,5%          | 13,1%       | 12,4%          | 14,1%        |
| спеціальний епізод | 26 червня 2015   | Understanding NGs                 | 5,5 %          | 7,5 %       | 7,9 %          | 7,9 %        |

### Створення та сприйняття
Зйомки серіалу розпочалися 2 квітня 2015 року на одному з поверхів головного офісу KBS розташованому на острові Юїдо в центрі Сеула. «Продюсери» став першим серіалом зйомки якого відбувались під керівництвом розважального відділу KBS, хоча зазвичай всі серіали знімає драматичний відділ. Режисером драми також став режисер розважальних програм, для якого ці зйомки стали першим досвідом роботи над драматичним серіалом. Прем'єра серіалу відбулася у п'ятничний вечір 15 травня того ж року. Зазвичай на всіх основних корейських каналах прайм тайм п'ятниці зарезервований під розважальні шоу, але оскільки серіал знімався розважальним відділом був зроблений виняток і серіал виходив ввечері п'ятниці та суботи. З цим також пов'язана нетипова довжина серій яка іноді перевищувала півтори години, хоча зазвичай довжина стандартної серії корейської вечірньої драми не перевищує 60-65 хвилин. З перших епізодів серіал мав стабільно високі рейтинги, які зростали весь час трансляції. Серіал сподобався глядачам, але фахівці розважальної індустрії Кореї відмічали деяку малоправдоподібність зображених в серіалі взаємин продюсерів та зірок естради. Незважаючи на недоліки, серіал повністю окупився. Якщо виробництво серіалу коштувало 4,8 мільярда вон (приблизно 400 млн за серію), то KBS отримало прибутку 8,4 мільярда вон. Основну частину прибутку принесла реклама, продакт-плейсмент та продаж прав на трансляцію до інших країн.

## Нагороди
| Рік  | Нагорода                     | Категорія                                    | Отримувач                                 | Результат | Прим.  |
| ---- | ---------------------------- | -------------------------------------------- | ----------------------------------------- | --------- | ------ |
| 2015 | 8-ма Премія корейської драми | Головний приз (Daesang)                      | Кім Су Хьон                               | Перемога  | [ 15 ] |
| 2015 | 8-ма Премія корейської драми | Зірка Корейської хвилі                       | Кім Су Хьон                               | Перемога  | [ 15 ] |
| 2015 | 8-ма Премія корейської драми | Кращий режисер                               | Со Су Мін та Пьо Мін Су                   | Перемога  | [ 15 ] |
| 2015 | 4-та Премія «Зірок МААТР»    | Головний приз (Daesang)                      | Кім Су Хьон                               | Перемога  | [ 16 ] |
| 2015 | 29-та Премія KBS драма       | Головний приз (Daesang)                      | Кім Су Хьон                               | Перемога  | [ 17 ] |
| 2015 | 29-та Премія KBS драма       | Netizen нагорода                             | Кім Су Хьон                               | Перемога  | [ 17 ] |
| 2015 | 29-та Премія KBS драма       | Нагорода за майстерність (актор мінісеріалу) | Чха Тхе Хьон                              | Перемога  | [ 17 ] |
| 2015 | 29-та Премія KBS драма       | Краща пара                                   | Кім Су Хьон, Чха Тхе Хьон та Кон Хьо Чжін | Перемога  | [ 17 ] |